# Bonstorf
Bonstorf ist eine zur Gemeinde Südheide gehörende Ortschaft im nördlichen Landkreis Celle in der Lüneburger Heide.

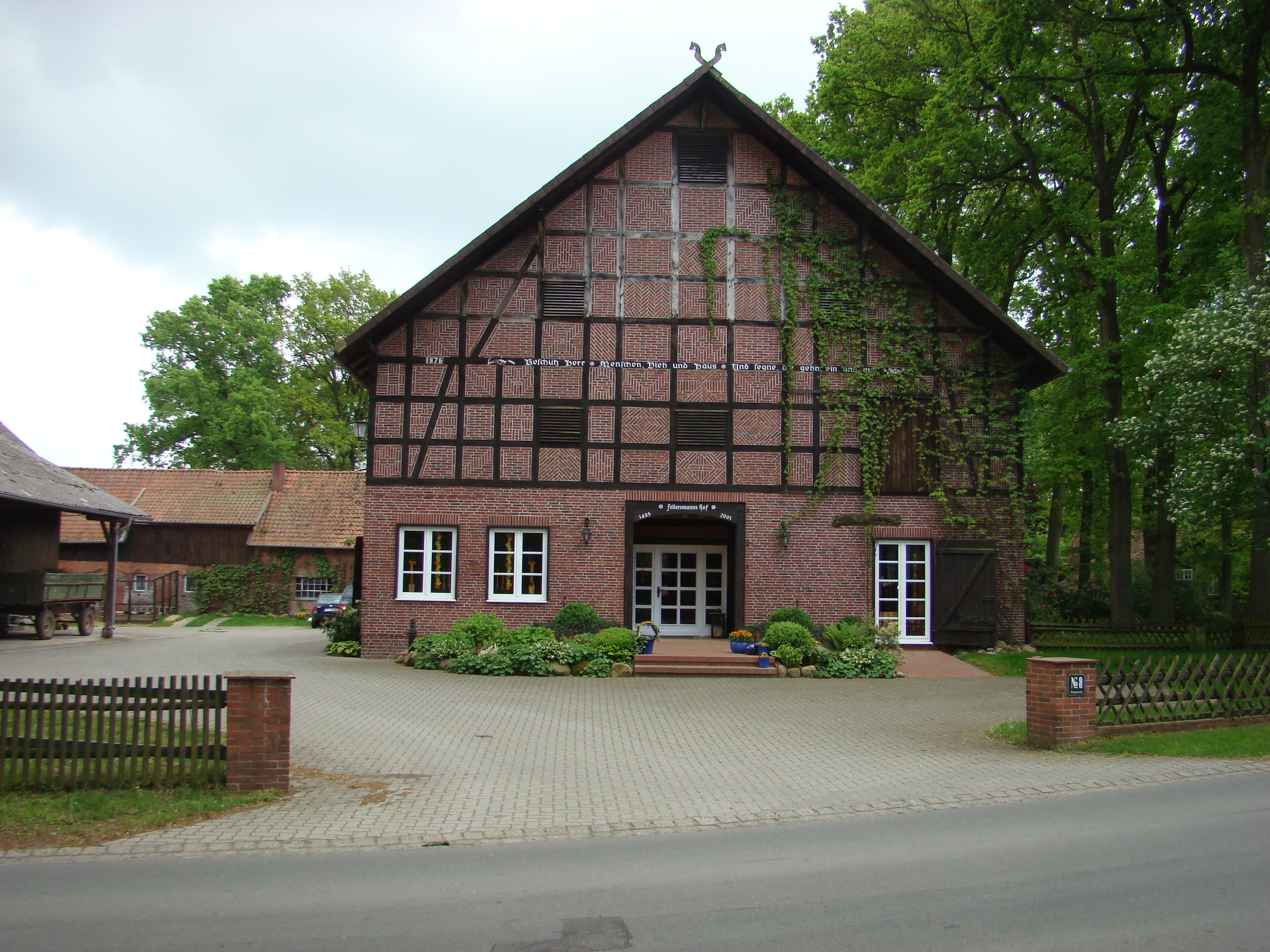
Bauernhof in Bonstorf

## Geographie
Bonstorf liegt etwa 3 km vom Kernort Hermannsburg entfernt an der Grenze zum Landkreis Heidekreis und hat derzeit etwa 530 Einwohner. 1973 wurde Bonstorf im Zuge der Gebietsreform in Niedersachsen Teil der Einheitsgemeinde Hermannsburg. Zugehörig zu Bonstorf sind die Ortsteile Barmbostel und Hetendorf.
Bonstorf liegt an dem kleinen Bach „Brunau“, der nördlich von Hermannsburg in die Örtze mündet.
Überwiegend wird in dem Ort Landwirtschaft betrieben. Das Dorfbild von Bonstorf wird von den Bauernhäusern, aber auch von einem relativ großen Autohaus geprägt.

## Geschichte

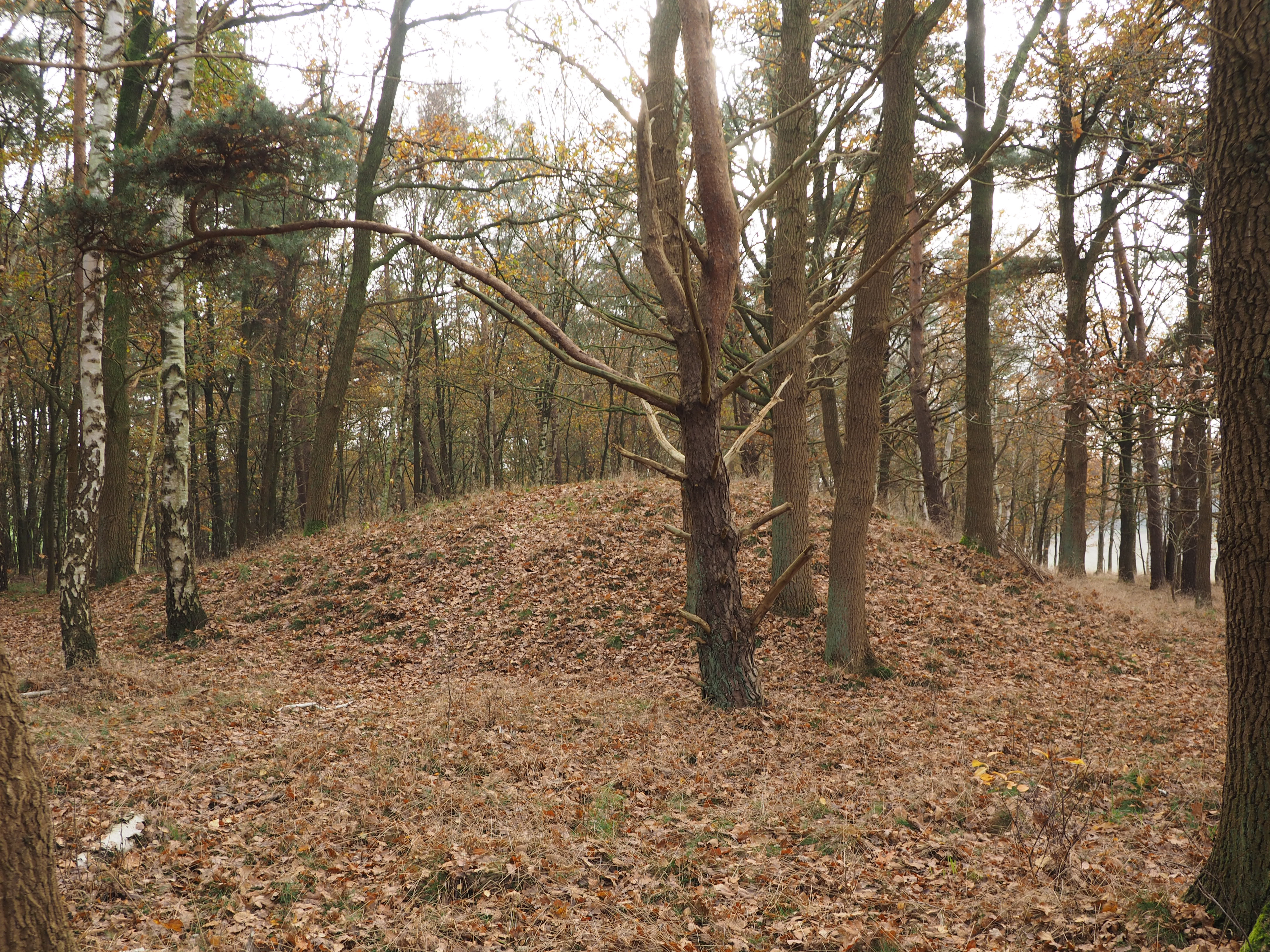
Einer der Grabhügel östlich von Bonstorf

In der Nähe von Bonstorf befinden sich die Reste von zwei Grabhügelfeldern und zwei einzelnen Hügelgräbern. Je ein weiterer Grabhügel liegt nahe der Ortsteile Hetendorf und Barmbostel. Ein noch gut erhaltenes Grabhügelfeld, aus der späten Jungsteinzeit oder der frühen Bronzezeit, mit dem rekonstruierten Grundriss eines ausgegrabenen Hügels, liegt östlich von Bonstorf und kann besichtigt werden. Einzelne Ausgrabungsfunde hiervon sind im Landesmuseum Hannover Abteilung „Menschenwelten“ ausgestellt.
Die erste schriftliche Erwähnung von Bonstorf findet sich in den Pfarrnachrichten und datiert aus dem Jahr 1450. Sie handelt davon, dass man in der „Bormwiese“, einer morastigen Quellwiese zwischen Backeberg und Bonstorf, einen toten Mann gefunden hatte, der bis zum Hals im Sumpf steckte. Man glaubte, die „Elven“, gemeint sind die zornigen und bösen Geister, hätten ihn dort hinein gezogen. Aus dem Grund ordnete Priester Magnus Lauenrod an, dass der Mann nicht auf dem Kirchhof beerdigt werden darf. Die nächste schriftliche Erwähnung datiert aus dem Jahr 1504. Das Kirchenbuch berichtet, dass im Zuge der Hildesheimer Stiftsfehde auf der „Bormwiese“ am Johannistag (24. Juni) 1519 (vier Tage vor der Schlacht bei Soltau) eine kriegerische Auseinandersetzung stattfand. Der Calenberger Ritter Hans von Ollershusen versank mit seinem Pferd im Morast und wurde durch den Ritter Hans von Spörcken gerettet.
1793 erhielt Bonstorf eine eigene Schule. Sie wurde 1973 stillgelegt. Ein Teil des Gebäudes wurde als Wohnhaus verkauft, ein anderer Teil blieb im Eigentum der Gemeinde und wird ebenfalls als Wohnung genutzt.
Am 1. Januar 1973 wurde Bonstorf in die Gemeinde Hermannsburg eingegliedert.
1995 schloss die einzige Gastwirtschaft des Ortes. Der Kaufladen im selben Gebäude hatte bereits früher seinen Handel aufgegeben.

## Baudenkmäler
- Baudenkmale in Bonstorf

## Politik
Mit der Fusion von Hermannsburg mit der Nachbargemeinde Unterlüß zum 1. Januar 2015 kam der Ort zur Gemeinde Südheide.

### Ortsrat
Der Ortsrat von Bonstorf besteht aus fünf Ortsratsmitgliedern. Bei der Kommunalwahl 2021 ergab sich folgende Sitzverteilung:
- Wählergemeinschaft Bonstorf: 5 Sitze

### Ortsbürgermeister
Ortsbürgermeisterin ist Nadine Ahrens.

## Sehenswürdigkeiten

Sehenswürdigkeiten
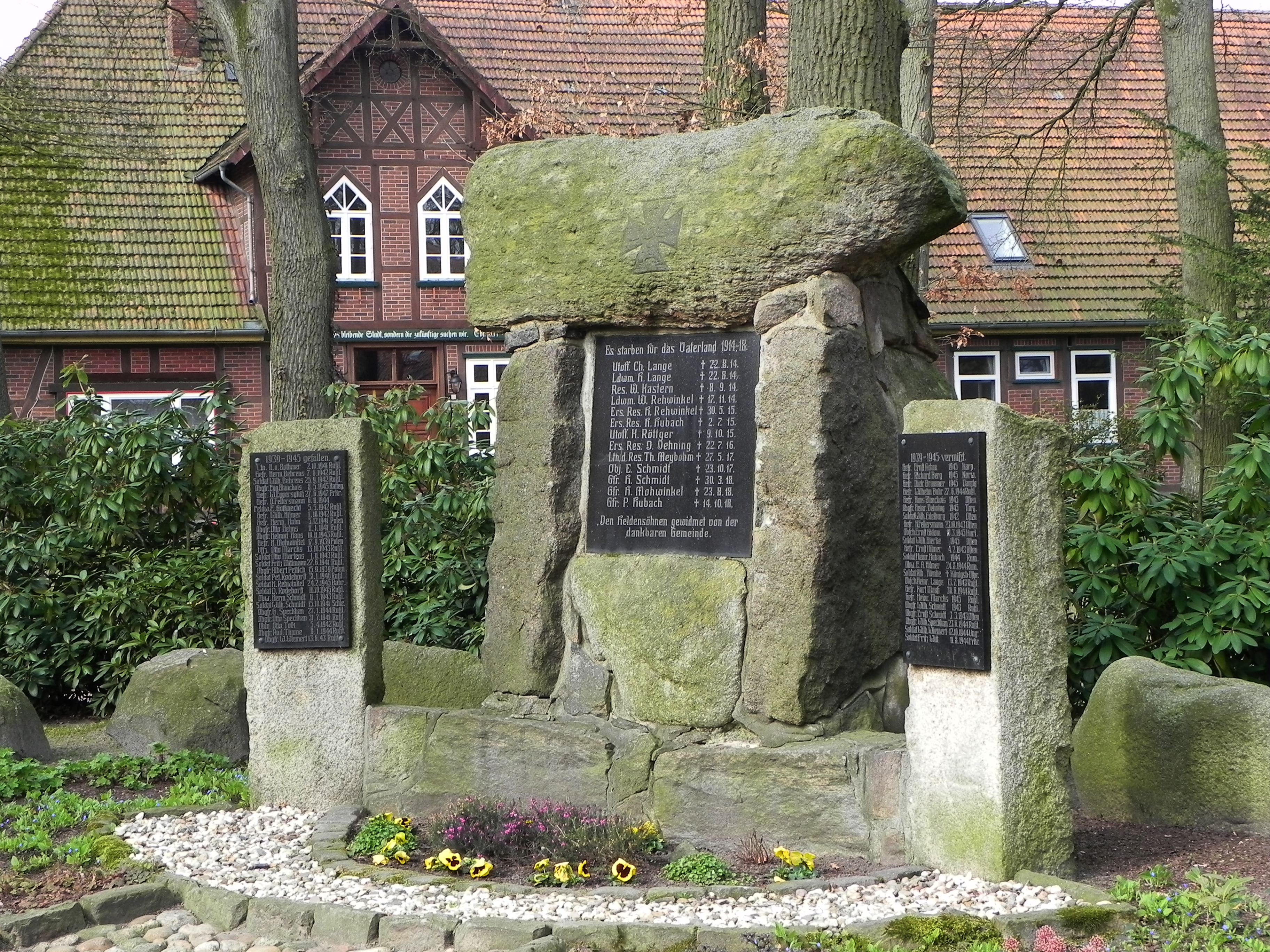
Kriegerdenkmal 1914–1918 und 1939–1945
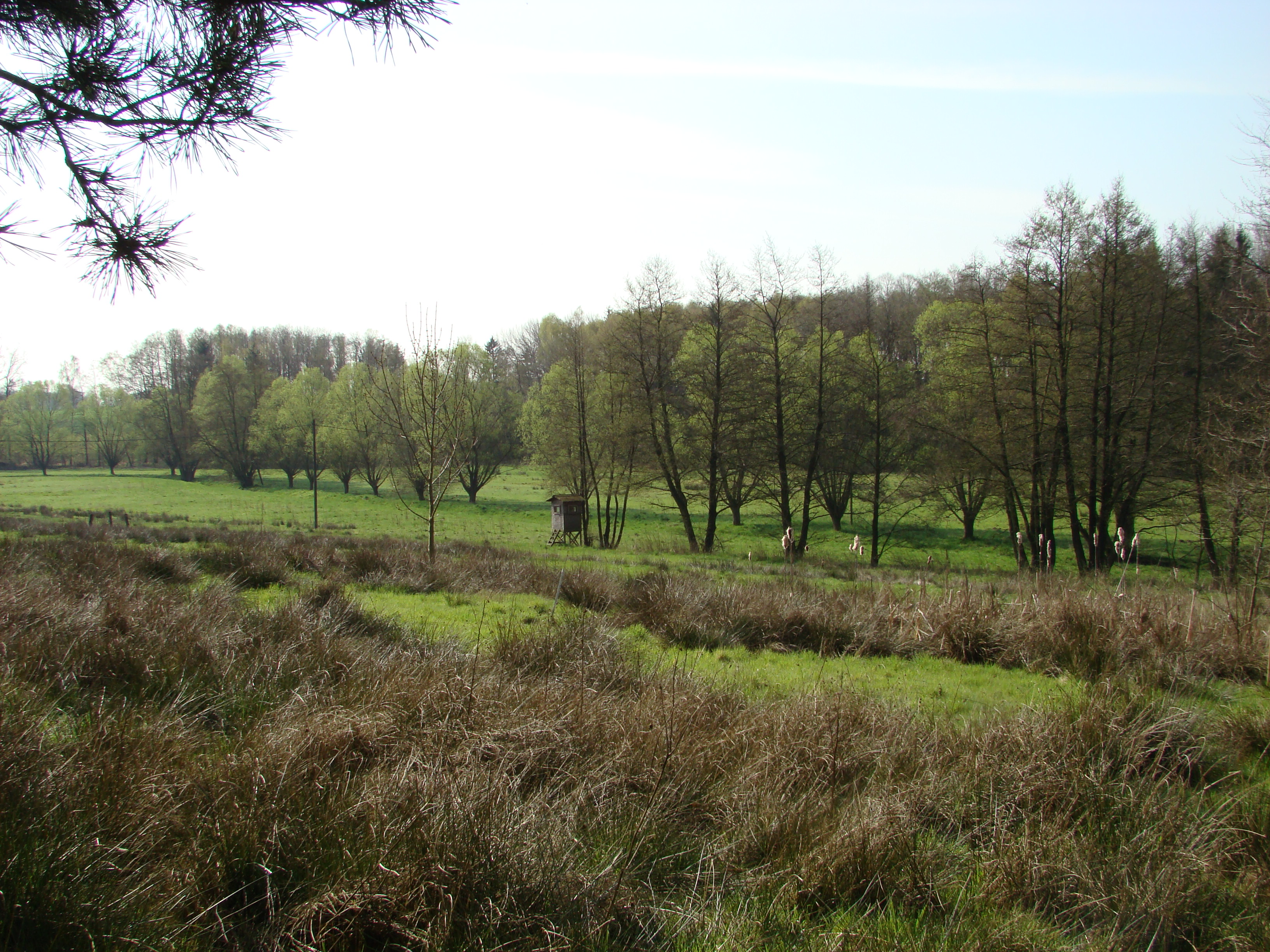
Sumpfwiese an der Brunau, zwischen Backeberg und Bonstorf
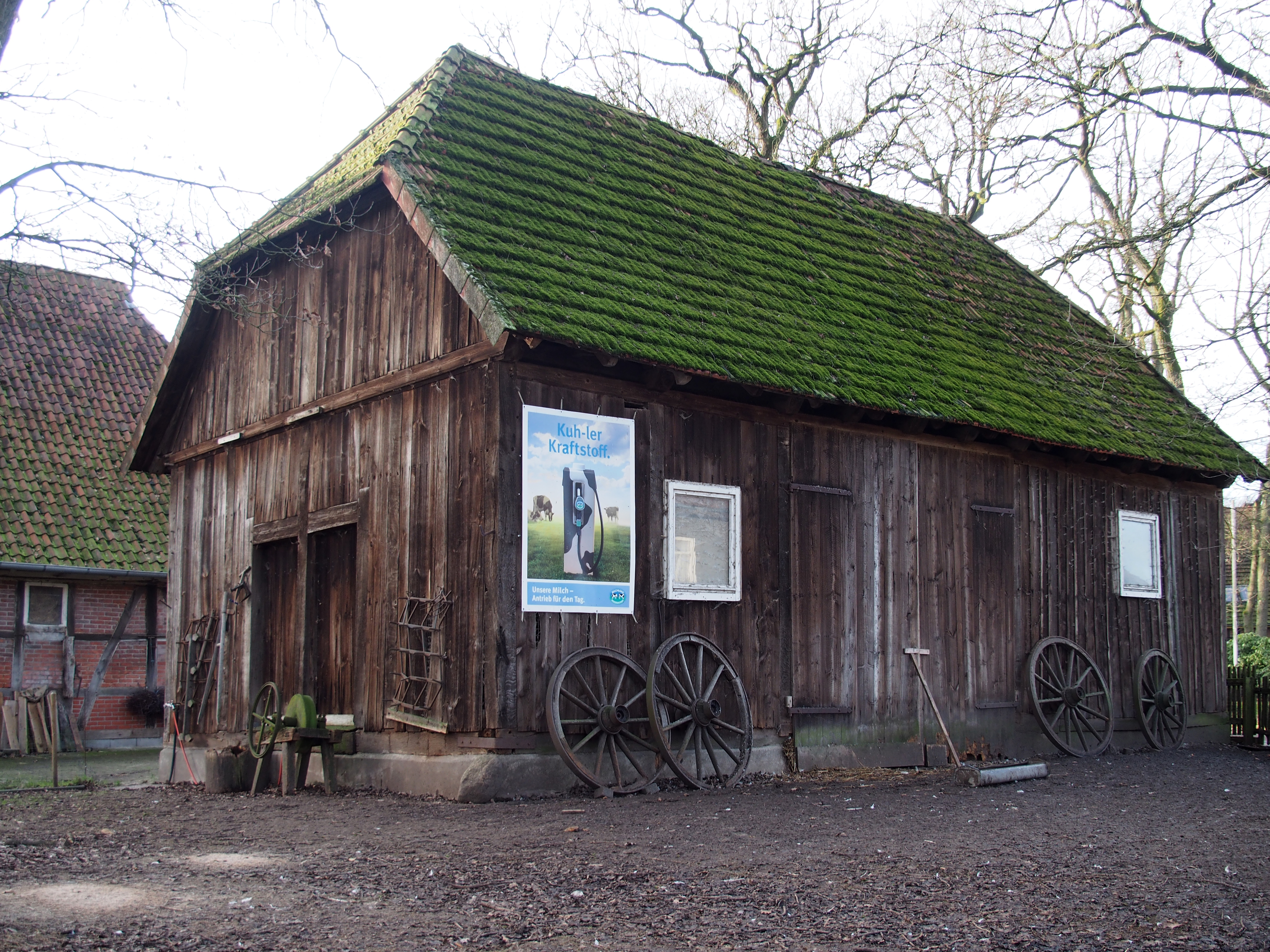
Denkmalgeschützter Speicher
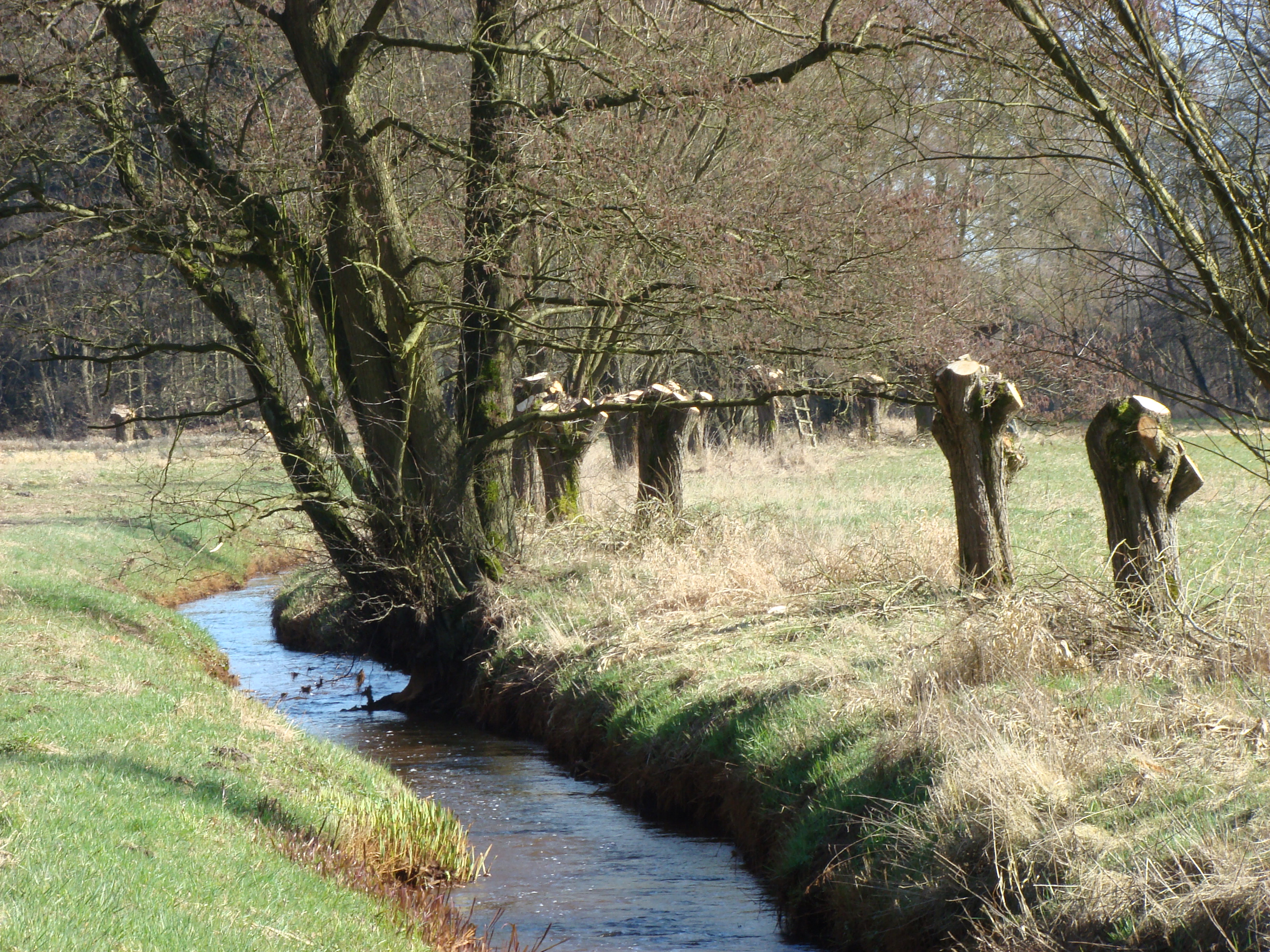
Geschneitelte Kopfweiden an der Brunau zwischen Bonstorf und Backeberg
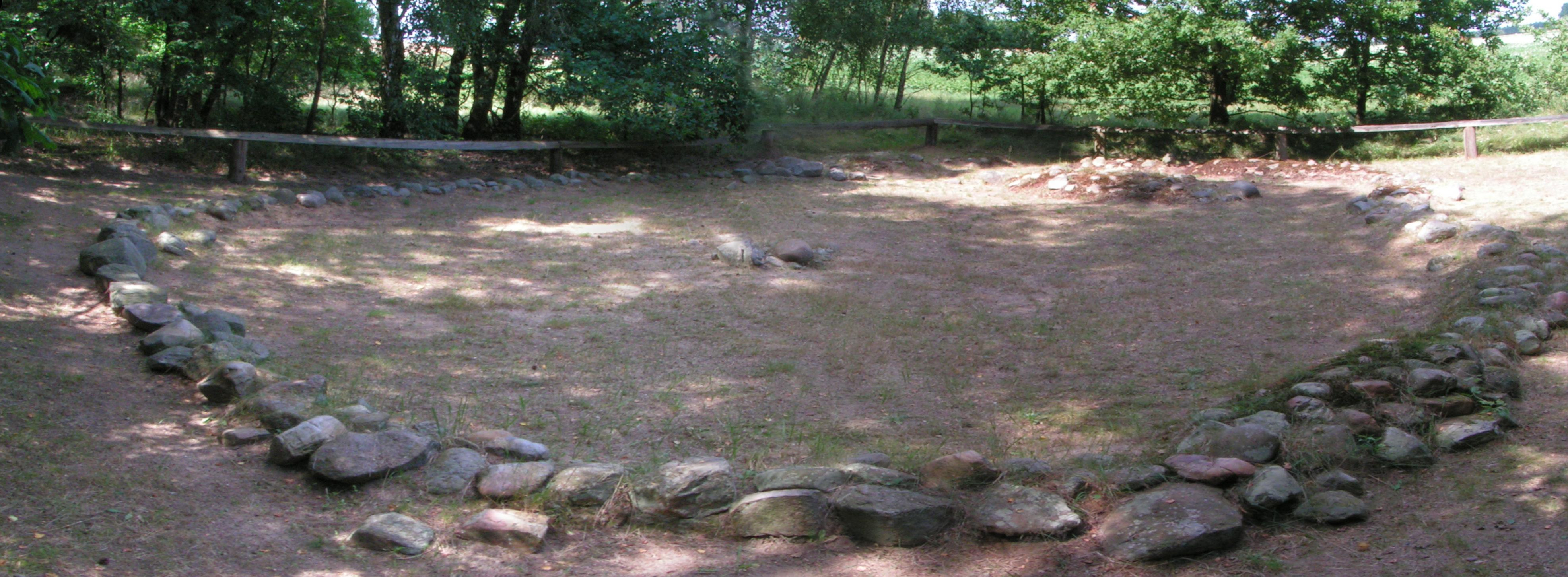
Rekonstruktion eines Hügelgrabes der späten Jungsteinzeit oder der frühen Bronzezeit
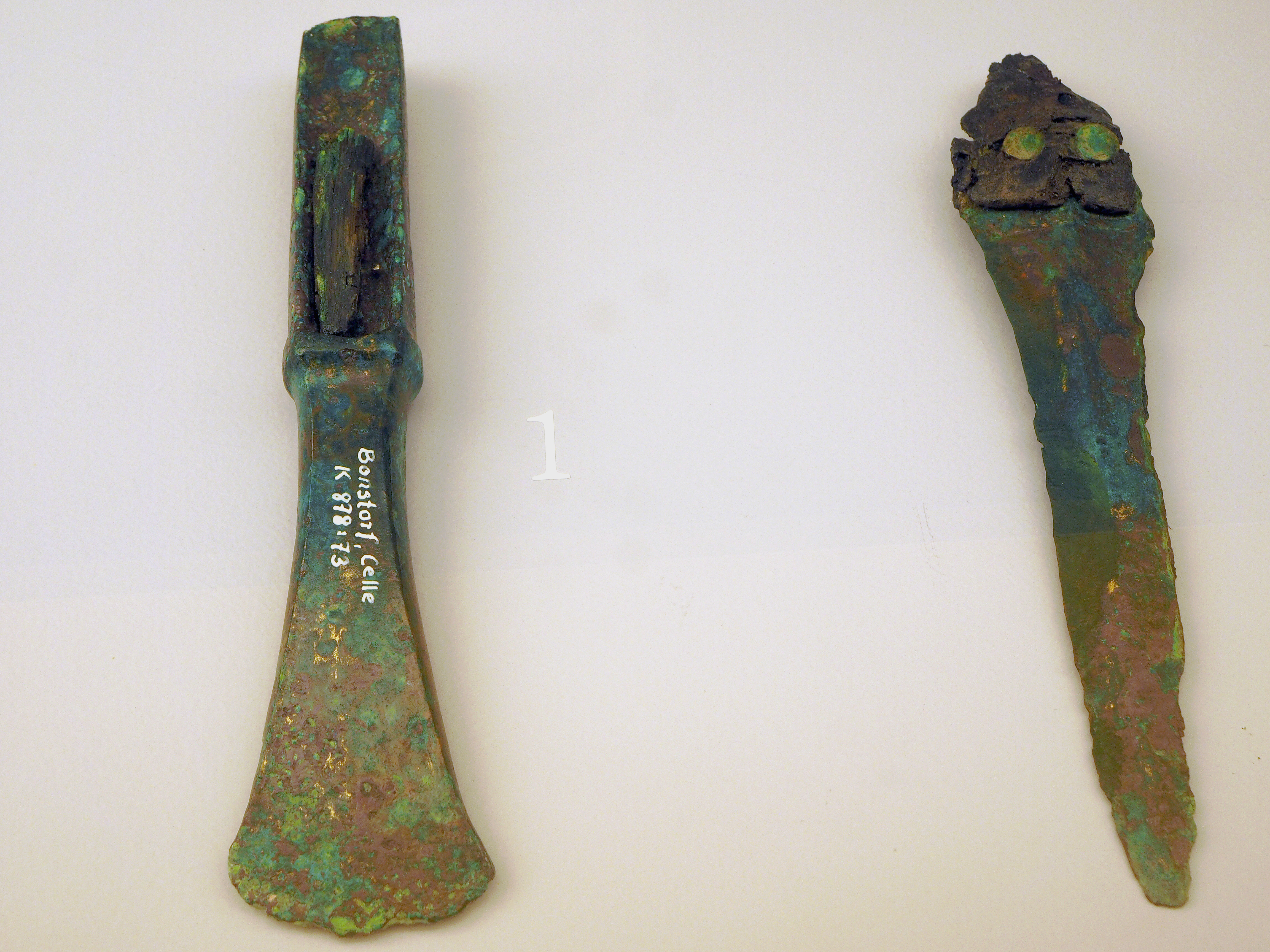
Absatzbeil und Dolch aus Bronze (Ältere Bronzezeit), Grabfund